# Hr.Ms. Zeehond (1961)
De Hr.Ms. Zeehond was een Nederlandse onderzeeboot van de Dolfijnklasse. Het schip werd gebouwd door de Rotterdamse scheepswerf RDM. In 1962 werd er in verband met de verslechterde situatie in Nederlands-Nieuw-Guinea de Zeehond gereed gemaakt om daarheen te varen, maar omdat de situatie datzelfde jaar nog verbeterde werd de reis afgeblazen. In 1966 en 1967 werd de Zeehond gemoderniseerd.
Na de uitdienstname van de Zeehond in 1990 werd de onderzeeboot gebruikt door RDM om nieuwe aandrijvingssystemen te testen. In december 1994 besloot RDM de Zeehond door middel van publieke veiling te verkopen, maar tijdens deze veiling werd geen bod uitgebracht. In december 1997 werd het schip gesloopt door RDM zelf.